# Diòcesi de Canàries
La Diòcesi de Canàries (també coneguda com a Diocesis Canariensis o Diocesis Canariense-Rubicense) és una diòcesi de l'Església Catòlica Apostòlica Romana que cobreix la província de Las Palmas (en Espanya), abastant les illes de Gran Canària, Fuerteventura, Lanzarote i La Graciosa. És sufragánea de l'Arxidiòcesi de Sevilla. La seva patrona principal és la Verge del Pi, el seu compatrono és Sant Antoni Maria Claret, i el seu patró històric és Sant Marcial de Llemotges. La seu de la diòcesi està en Las Palmas de Gran Canaria.

## Història
El primer bisbat de Canàries, el Bisbat de les Illes de la Fortuna, va ser erigit per Climent VI el 7 de novembre de 1351, a Telde. Aquest bisbat va ser fundat abans de la conquista de les illes, i va perdre la seva continuïtat després del martiri de tretze sacerdots a les mans dels nadius. El seu propòsit era el realitzar labors d'evangelització.
A part del de Telde, durant la Conquesta de Canàries es va fundar un altre bisbat (per la via dels fets consumats), el de San Marcial del Rubicón, a l'illa de Lanzarote (d'aquí el nom "Rubicense"), posteriorment traslladat a Las Palmas de Gran Canaria. Per aquesta última seu, l'actual, li ve el nom de Diocesid Canariense, adjectiu en llatí que pot provenir tant del singular ("de (Gran) Canària") com del plural ("de Canàries"). Tots dos sentits eren perfectament vàlids en origen, perquè era l'únic bisbat de les illes i tenia la seva seu en Gran Canària.
Avui, encara que el nom oficial segueix sent "Diòcesi de Canàries" aquest sentit original d'abastar tot l'arxipèlag ja no és vàlid doncs en 1819 va ser creada la Diòcesi de Tenerife (també "Diòcesi Nivariense" o "Diòcesi de San Cristóbal de la Laguna") que regeix avui la meitat occidental de Canàries. Amb aquesta decisió l'Església s'avançava als conflictes originats en la província de Canàries, que van derivar en el plet insular i la creació de la província de Las Palmas en 1927.
De iure (però no de facto) va tornar a ser l'única Diòcesi de les Illes Canàries des del trasllat de D. Luis Folgueras y Sion de Tenerife a Granada (1847) fins al restabliment de la Diòcesi Nivariense en 1877.
La Diòcesi de Canàries va arribar a incloure no sols a tot l'arxipèlag canari, sinó també el territori de Ifni, l'illa de Fernando Poo i Guinea Equatorial. Aquest Bisbat era l'únic existent i administrava la totalitat de l'Arxipèlag fins que en 1819 va ser creada la Diòcesi de Sant Cristóbal de La Laguna.

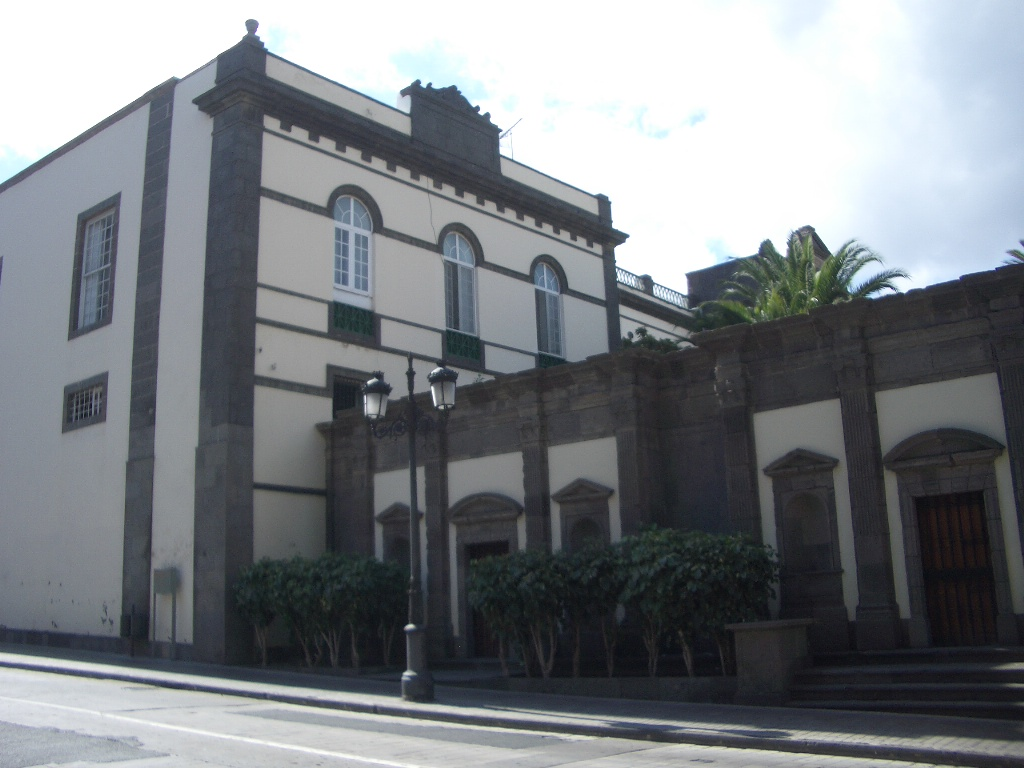
Façana lateral de la seu de la Diòcesi de Canàries.

### Bisbat del Rubicón
El Papa Benet XIII va erigir el Bisbat del Rubicón, al Sud de l'illa de Lanzarote, una vegada informat que els missioners normands havien convertit i batejat a molts naturals de les illes de Lanzarote i de Fuerteventura.
Segles més tard, a principis del XV, la devoció a Sant Marcial va arribar a les costes de Lanzarote i va donar nom a la primera Catedral de la Diòcesi Rubicense, que després es convertiria en la Diòcesi de Canàries. Posteriorment, la seu catedralícia va ser traslladada a l'illa de Gran Canària en 1483, en l'actual Catedral de Canàries a la ciutat de Las Palmas de Gran Canària que és la Prevalguda de l'Atlàntic, construïda per ordre dels Reis Catòlics i començant les obres en 1497.

## Patronatge
La Patrona de la Diòcesi de Canàries, per Decret de 16 d'abril de 1914 del Papa Pius X, és la Santíssima Verge del Pi. El compatró de la Diòcesi és Sant Antoni Maria Claret (per Decret del Papa Pius XII del 13 d'abril de 1951). Per la seva banda, el considerat com a patró històric de la Diòcesi és Sant Marcial de Llemotges, des que el Papa Benet XIII va erigir en 1404 la Diòcesi Rubicense a Lanzarote.
El patronatge per illes és el següent:
- Patrona de Gran Canària: Santa Anna[4][5] (encara que aquest títol és adjudicat popularment a la Verge del Pi, qui és la Patrona de la Diòcesi de Canàries).
- Patrona de Fuerteventura: Virgen de la Peña (també és patrona de l'illa, la Immaculada Concepció de la Vila de Betancuria).[6]
- Patrona de Lanzarote: Verge dels Doloes (també és patrona de l'illa, la Verge de les Neus de Teguise).
- Patrona de La Graciosa: Verge del Carme, també coneguda com a Verge del Mar.

## Arxiprestats
La Diòcesi de Canàries es compon en diversos arxiprestats a l'illa de Gran Canària:
- Arxiprestat d'Agüimes
- Arxiprestat d'Arenales
- Arxiprestat d'Arucas
- Arxiprestat de Centre-illa
- Arxiprestat de Ciutat Alta
- Arxiprestat de Gáldar
- Arxiprestat de Guanarteme
- Arxiprestat de Guiniguada
- Arxiprestat de la Isleta
- Arxiprestat de las Rehoyas
- Arxiprestat de San José
- Arxiprestat de San Lorenzo
- Arxiprestat de Sardina (Veïnat)
- Arxiprestat de Siete Palmas
- Arxiprestat de Telde Nord
- Arxiprestat de Telde Sud
- Arxiprestat de Teror
- Arxiprestat de Vegueta
- Arxiprestat del Sud

Les illes de Fuerteventura, Lanzarote i La Graciosa formen dues arxiprestats:
- Arxiprestat de Fuerteventura
- Arxiprestat de Lanzarote i La Graciosa

## Temples Principals de la Diòcesi de Canàries
| Temples                                                                             | Advocació                     | Lloc                                      |
| Santa Iglesia Catedral Basílica de Canàries o Catedral de Santa Ana                 | Santa Anna                    | Las Palmas de Gran Canària                |
| Basílica de Nuestra Señora del Pino                                                 | Nuestra Señora del Pino       | Teror                                     |
| Basílica de San Juan Bautista de Telde                                              | Sant Joan Baptista            | Telde                                     |
| Ermita de Nuestra Señora de la Peña                                                 | Nuestra Señora de la Peña     | Betancuria (Fuerteventura)                |
| Ermita de Nuestra Señora de los Dolores                                             | Nuestra Señora de los Dolores | Tinajo (Lanzarote)                        |
| Església Matriu de Santiago de los Caballeros                                       | Jaume el Major                | Gáldar (Gran Canària)                     |
| Parròquia San Francisco de Asís y Santuario Mariano de Nuestra Señora de la Soledad | Sant Francesc d'Assís         | Las Palmas de Gran Canària (Gran Canària) |
| Parròquia matriu San Juan Bautista (Arucas)                                         | Sant Joan Baptista            | Arucas                                    |

## Festivitat
La Festivitat principal de la Diòcesi de Canàries, se celebra el 8 de setembre en honor de La nostra Senyora del Pi, Patrona de la Diòcesi de Canàries. Es troba en el camarí de la Basílica de Nuestra Señora del Pino en la Vila Mariana de Teror (Gran Canària).

## Coronacions canòniques
Les imatges que han estat coronades canònicament en la Diòcesi són les següents;
- Nostra Senyora del Pi (Teror, Gran Canària): 7 de setembre de 1905.
- Mare de Déu del Roser (Agüimes, Gran Canària): 4 d'octubre de 1959.
- La nostra Senyora de la Solitud de la Porteria (Las Palmas de Gran Canaria, Gran Canària): 19 de març de 1964
- La nostra Senyora dels Dolors de Vegueta o "del Dimecres" (Las Palmas de Gran Canària, Gran Canària): 24 de maig de 2012
- Nostra Senyora de Guía (Santa María de Guía, Gran Canària): 15 de juliol de 2012.